# Hemileptocerus hargreavesi
Hemileptocerus hargreavesi är en nattsländeart som först beskrevs av Georg Ulmer 1931.  Hemileptocerus hargreavesi ingår i släktet Hemileptocerus och familjen långhornssländor. Inga underarter finns listade i Catalogue of Life.